# 2000 AC255
2000 AC255, também escrito como 2000 AC255, é um objeto transnetuniano (TNO) que está localizado no cinturão de Kuiper, uma região do Sistema Solar. Este corpo celeste possui uma magnitude absoluta (H) de 8,9 e, tem um diâmetro estimado com cerca de 73 km.

## Descoberta
2000 AC255 foi descoberto no dia 01 de janeiro de 2000 pelos astrônomos J. J. Kavelaars e A. Morbidelli.

## Órbita
A órbita de 2000 AC255 tem uma excentricidade de 0.160 e possui um semieixo maior de 46.807 UA. O seu periélio leva o mesmo a uma distância de 39.331 UA em relação ao Sol e seu afélio a 54.283.